# Hermann Apelt (Schiff)
Die Herrmann Apelt war der erste nach dem Zweiten Weltkrieg neu gebaute Seenotrettungskreuzer (SRK) der Deutschen Gesellschaft zur Rettung Schiffbrüchiger (DGzRS), der 1955 in Dienst gestellt wurde.

## Bau
Der Bau der Herrmann Apelt erfolgte auf der Lürssen-Werft in Bremen-Vegesack unter der Werft-Nr. 13218. Intern bezeichnete die DGzRS das Schiff als Küstenrettungsschiff 1 bzw. KRS 1.
Das Design stützte sich auf die Erfahrungen, die mit dem SRK-Prototyp Bremen gemacht wurden. Dieser war 1951 aus dem Umbau des ehemaligen Motorrettungsbootes Konsul Kleyenstüber entstanden.
Seine Erprobung hatte die DGzRS in der Auffassung bestätigt, dass sie mit ihrem Konzept der Kreuzer mit Tochterboot auf dem richtigen Weg hinsichtlich der Neubeschaffung von Rettungsfahrzeugen waren. Der Neubau war der erste Kreuzer der so genannten „neuen Generation“ mit einem Tochterboot in einer Heckwanne. Damit sollte das Einsatzspektrum des Kreuzers in die Flachwasserzonen der Küsten ausgeweitet werden. Mit 21,5 Meter Länge war er das seinerzeit längste Schiff der Flotte.
Letztendlich blieb die Herrmann Apelt ein Einzelstück, da sich aus den Rettungseinsätzen noch Verbesserungsbedarf ergeben hatte. Besonders die Höchstgeschwindigkeit von 17 Knoten, die erst nach Umbau und Entfernung des TB erreicht wurden, befriedigte noch gar nicht. Die Heckwanne wurde daher zugunsten des Raumgewinns entfernt. Jedoch flossen die Erkenntnisse erfolgreich in die Entwicklung der ersten in Serie gebauten Seenotrettungskreuzer der 23,2-Meter-Klasse ein, von der insgesamt vier Exemplare gebaut wurden. Typschiff war die 1956 bei der Schiffs- und Bootswerft Schweers vom Stapel gelaufene Theodor Heuss.

## Taufe und Stationierung
Der Neubau wurde am 3. Juni 1955 in Bremen auf den Namen des ehemaligen Bremer Hafensenators Hermann Apelt getauft und im gleichen Monat auf der Internationalen Lifeboat Conference in Lissabon präsentiert. Anschließend erfolgte die Stationierung für den Seenotrettungsdienst auf der Insel Helgoland, wo die Herrmann Apelt bis zu ihrer Außerdienststellung im Oktober 1965 blieb.

## Tochterboot
Das Tochterboot erhielt zunächst keinen eigenen Namen und führte lediglich die interne Bezeichnung KRT 1. Die ursprüngliche Planung als Tochterboot musste aufgegeben werden, sodass KRT 1 von Bord genommen wurde und dann als eigenständiges Seenotrettungsboot eingesetzt wurde. Von 1956 bis 1969 lag es auf der Seenotrettungsstation Bremerhaven und wurde danach zur Seenotrettungsstation Maasholm verlegt, wo es 1970 den Namen Kurt Grundmann erhielt. Dort lag das Boot im Rettungsschuppen und konnte über eine Slipanlage zu Wasser gelassen werden. 1972 erfolgte der Wechsel zur Seenotrettungsstation Grömitz. Dort verblieb das Boot bis zur Außerdienststellung im Jahre 1977.

## Verbleib
Nach der Außerdienststellung im Jahre 1965 wurde die Herrmann Apelt verkauft und danach als Schlepper unter dem Namen Argus I eingesetzt. Im Jahre 1988 erfolgte ein weiterer Besitzerwechsel. Seitdem wird das Schiff nach der Entfernung des Turmaufbaus in den Niederlanden als Segelyacht Totem verwendet.
Die Kurt Grundmann war zunächst von 1984 bis 2001 im (zwischenzeitlich aufgelösten) Schifffahrtsmuseum Senden ausgestellt, wurde dann an Privat verkauft.